# بلانكا استرادا
بلانكا استرادا (بالإسبانية: Blanca Estrada)‏ هي مقدمة تلفزيونية وممثلة إسبانية، ولدت في 1946 في إسبانيا.

## وصلات خارجية
- بلانكا استرادا على موقع IMDb (الإنجليزية)
- بلانكا استرادا على موقع قاعدة بيانات الفيلم (الإنجليزية)